# Altar (groupe)
Pour les articles homonymes, voir Altar (homonymie).
Altar est un groupe roumain de thrash metal, originaire de Cluj Napoca. Formé en 1991, après quelques spectacles locaux, le groupe prend part à son premier concert au Festival national Samrock '91, où ils remportent le prix pour le groupe le plus populaire. Après la performance au Timişoara '92 Studfest, Altar est considéré comme la révélation du festival. Ils apprécient l'énorme succès après, libérant cinq albums et de devenir l'un des groupes de métal les plus importantes en Roumanie.

## Biographie
À ses débuts, en 1991, le groupe se popularise progressivement et participe à divers manifestations importantes de la scène heavy metal locale, jouant aux côtés d'autres musiciens et groupes de renom comme Ian Gillan, Uriah Heep, et Anathema. En 1993, Altar publie son premier album studio, The Last Warning. Avec cet album, le groupe est récompensé au Pop Rock & Show la même année. En 1994, Altar participe à la tournée internationale Manic Depression Tour, avec Era, Anathema et Schnit Acht. Ils enregistrent ensuite et publient un deuxième album intitulé Respect, en 1995. Le succès du groupe continue en 1996, après leur tournée en soutien à l'album Respect. Ils joueront aussi avec Iggy Pop et Prodigy. En 1998, après sept ans d'existence, Altar prépare un troisième album, inspiré de la musique de cette période. Le nouvel album, Born Again, est un grand succès. En 1999, au milieu du déclin du genre au niveau international et en Roumanie, les membres du groupe décident qu'il est temps de prendre une pause.
En 2003, après une pause de quatre ans, Shrine revient en concert et joue pour Sepultura à Bucarest. Après le succès de ce concert, le groupe décide de revenir officiellement. En automne 2004, le groupe commence une tournée intitulée Altar 13 ani. En 2005, Altar est invité dans plusieurs événements importants de rock comme le TOP T (Buzău), Felsziget (Târgu Mureș), le FânFest (Roșia Montană), le Stufstock (Vama Veche), le Rock Your Mind (Bucarest). 
Au début de 2006, Altar publie son quatrième album, Attitude. Pour la première fois, les paroles sont en roumain, le message étant protestataire, parfois ironiquement contre des lois visant à restreindre la liberté d'expression. Avec cet album, Altar fait un pas en avant dans la scène musicale roumaine, combinant punk hardcore et éléments de drum n bass, electro, nu-school breakbeat, ragga, punk rock et musique industrielle. L'album est soutenu par une mini-tournée effectuées dans 15 villes à travers le pays, participant notamment au Hardcore Fest-București aux côtés de Sick of it All. Cette même année, le groupe remporte le prix du meilleur groupe de rock remix par MTV Roumanie. Plus tard, ils jouent à divers festivals internationaux comme l'Artmania Fest, la Peninsula, le Rock la Mureș, le Fânfest, le Stufstock et avec des groupes internationaux comme The Exploited, Moby Dick, Him, Amorphis, et Tankcsapda.
Ils participent au FânFest en 2013. En 2014, ils jouent au We Are Rocking the City.

## Discographie
- 1993 : The Last Warning
- 1995 : Respect
- 1998 : Born Again
- 2006 : Atitudine
- 2011 : Mantra